# Rasochy
Rasochy jsou vesnice v okrese Kolín a část obce Uhlířská Lhota. Nachází se asi 1,8 kilometru severovýchodně od Uhlířské Lhoty. Rasochy jsou také název katastrálního území o rozloze 3,31 km².

## Historie
První písemná zmínka o vesnici pochází z roku 1352.

## Pamětihodnosti
- Kostel svatého Havla
- Dům čp. 13

## Fotogalerie

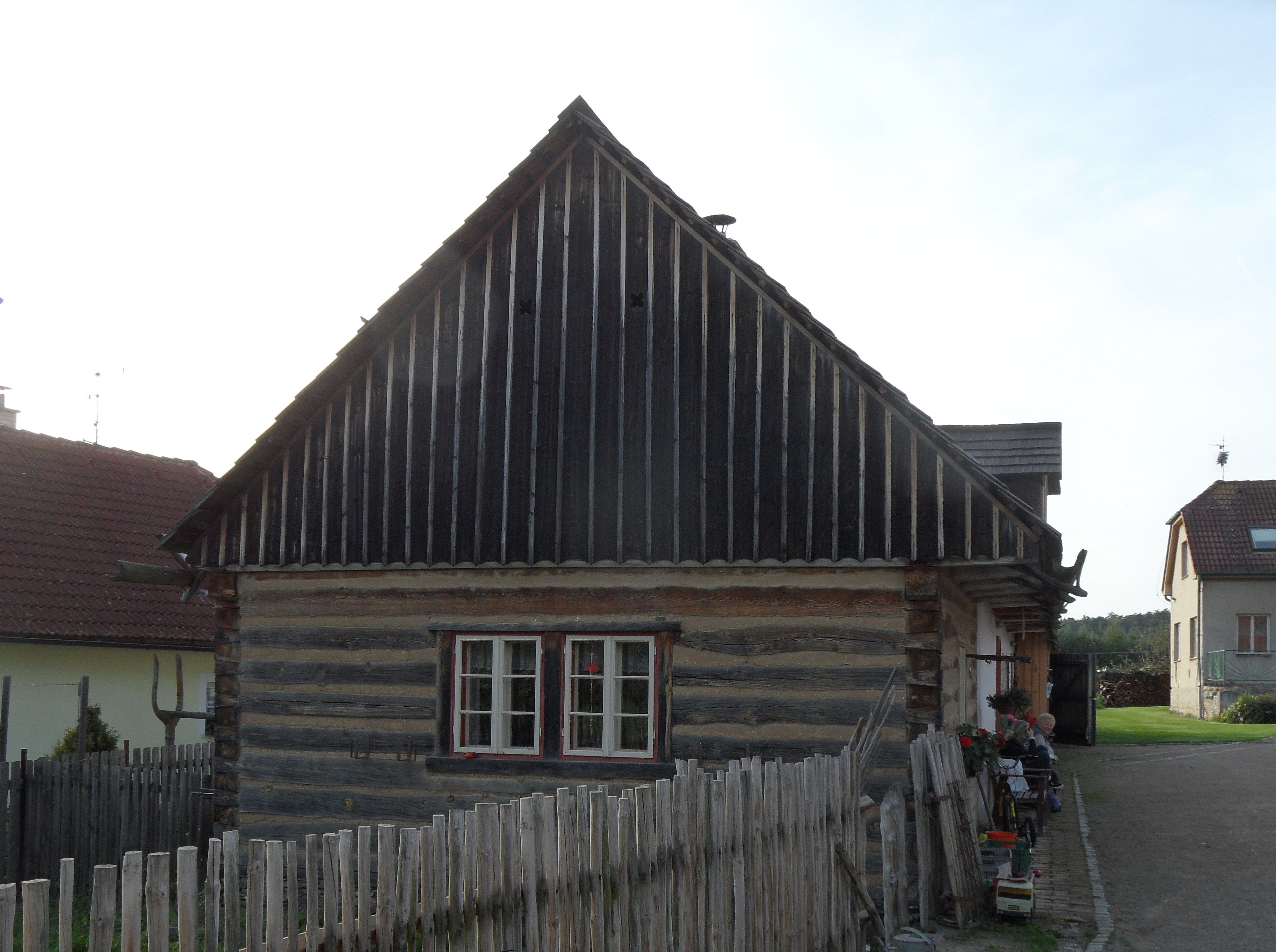
Kulturní památka: venkovský dům čp. 13
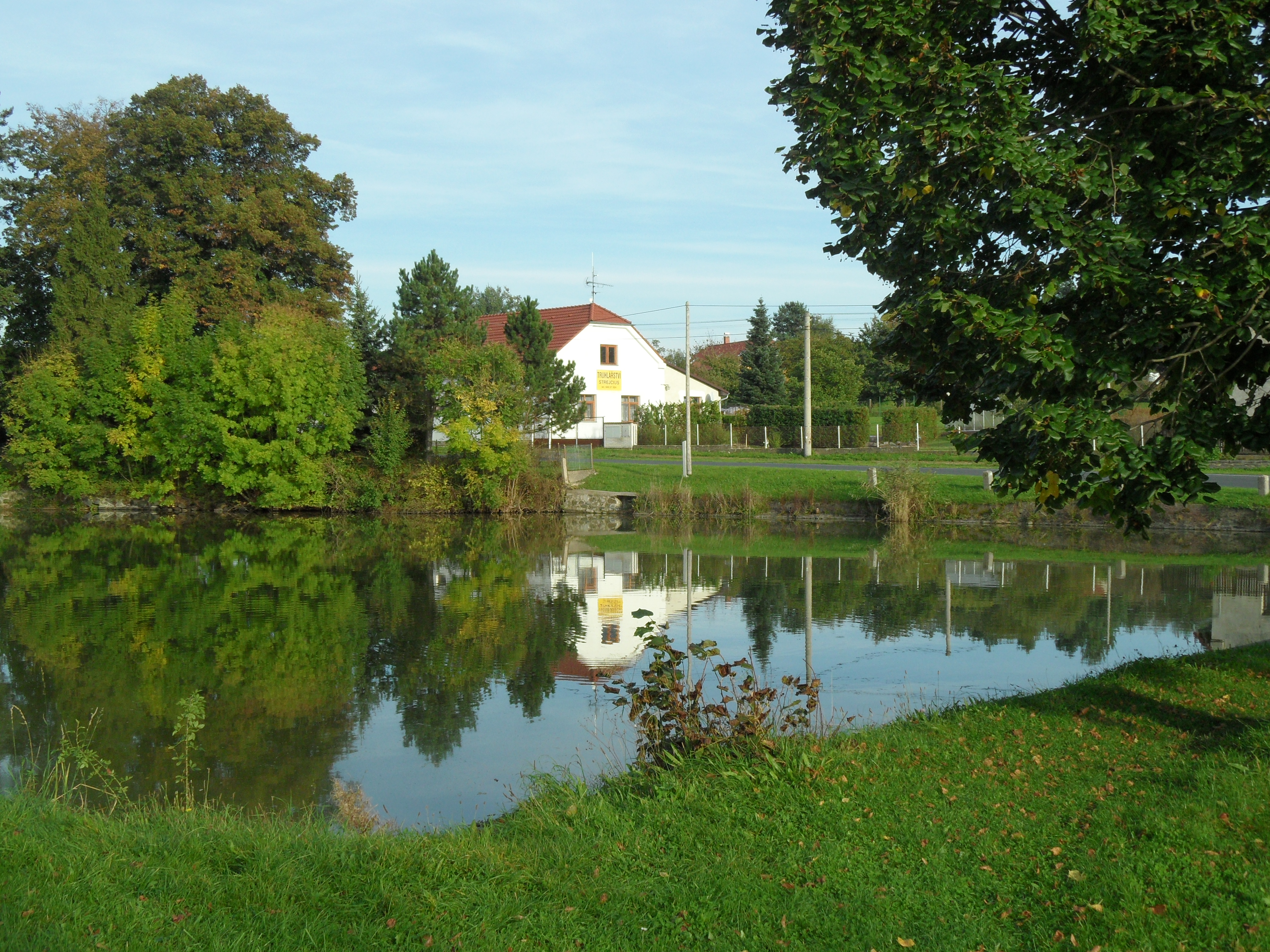
Dům za rybníčkem
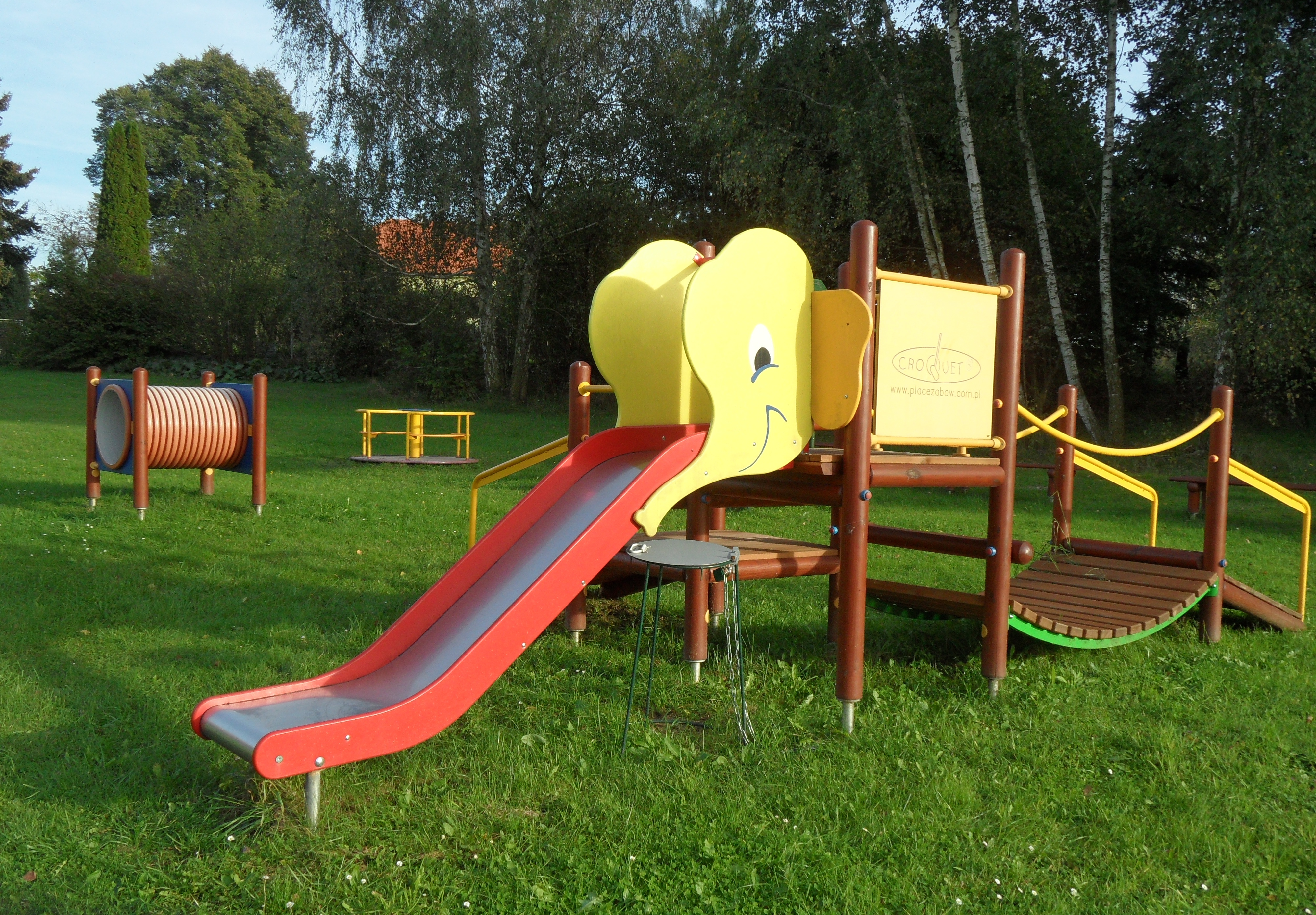
Dětské hřiště
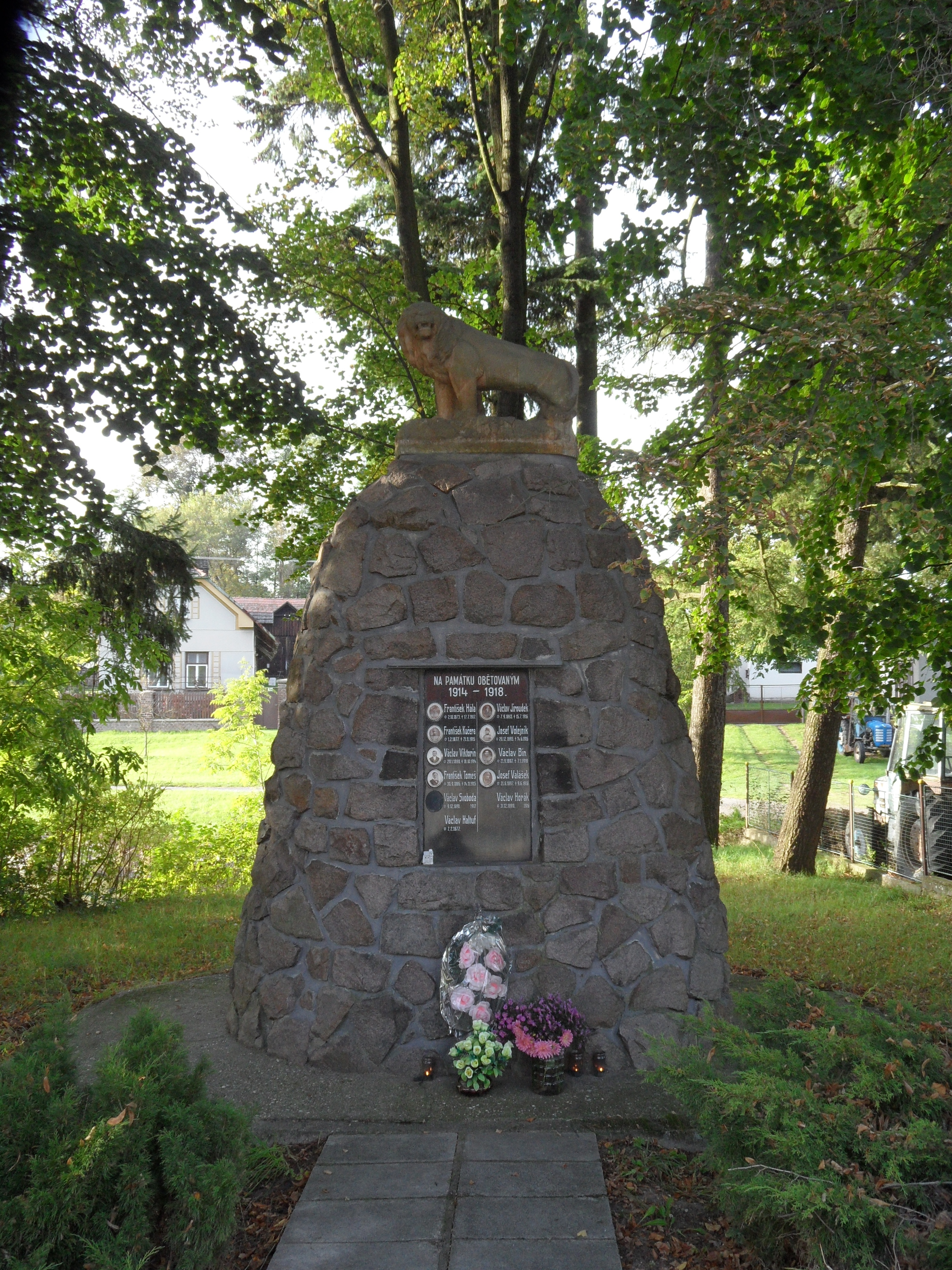
Památník obětem 1. světové války